# Stellantis Mexico
Stellantis do Mexico, anciennement Chrysler do Mexico puis FCA do Mexico est la filiale mexicaine du groupe franco-italo-américain d'automobiles Stellantis, qui a succédé au groupe Fiat Chrysler Automobiles.

## Histoire
La société Chrysler a été créée en 1925 par William P. Chrysler. Dès les années 1930, le constructeur s'associe avec une petite entreprise locale « Fabricas Automex » pour y faire assembler certains de ses modèles automobiles dans son atelier de Lago Alberto, au Mexique, pour satisfaire la demande locale, tout comme ses deux concurrents américains. La production s'établit rapidement à 50 exemplaires par mois dès sa création en 1938.
Au lendemain de la Seconde Guerre mondiale, le marché mexicain est devenu très concurrentiel car de nombreuses marques comme Mercedes Benz, Fiat, Citroen, Datsun, Volkswagen et Volvo y ont installé des unités de production locales.
En 1962, le gouvernement mexicain renforce la réglementation et oblige les constructeurs automobiles qui assemblent des voitures au Mexique à utiliser un pourcentage minimal (33 %) de composants locaux afin de développer une industrie automobile nationale. De tous les constructeurs étrangers établis au Mexique, seuls les "Big Three" américains sont restés avec American Motors, Volkswagen et Datsun.
Anticipant la nécessité de commencer à inclure les pièces mexicaines dans ses véhicules, Chrysler avait racheté 33 % de Fabricas Automex en 1959 et a aidé à financer la construction de la première usine de moteur du pays. En 1968, Chrysler porte sa participation à 45 % et, trois ans plus tard, à 90,5 % et change la raison sociale de la société en Chrysler do Mexico. Une dernière tranche de 8,8 % du capital sera rachetée quelques années plus tard, laissant le minimum légal (0,7 %) du capital libre pour être coté en bourse.
À cette époque, Chrysler était bien établi dans le pays et disposait d'une bonne réputation. Ses voitures étaient très appréciées et ont toujours été perçues comme technologiquement supérieures aux Ford et GM. En 1960-61, la filiale mexicaine change de raison sociale et est renommée simplement « Automex ». Le groupe Chrysler commercialisait les Dodge Lancer, Valiant et Savoy, mais aussi la Plymouth Belvedere. Le groupe ne commercialisait aucun modèle sous la marque Chrysler dans les années 1960.
Grâce à sa filiale Automex, Chrysler a construit la Dodge Valiant en 1963. Une version de luxe a été nommée « Acapulco ». La Dodge Dart a été lancée en 1962 et a été rebaptisée "330" en 1963. La gamme comprenait des versions berline à deux et quatre portes et un break (station-wagon). Les différentes carrosseries ont suivi l'évolution du modèles original américain.
En 1968, Chrysler inaugure l'usine d'assemblage de Toluca où les véhicules comme Dodge Dart, Dodge Valiant, Chrysler LeBaron, Plymouth Barracuda, Dodge Dart K, Dodge Phantom, Dodge Shadow, Dodge Spirit, Dodge Stratus, Dodge Neon et Chrysler PT Cruiser y seront fabriqués. Actuellement, cette même usine produit le Dodge Journey 2de génération avec le Fiat Freemont et la Fiat 500 USA.
La société emploie 8.800 salariés et, après que Chrysler ait pris le contrôle de l'entreprise, les ventes annuelles de voitures et de camions sont passées de 40.102 en 1972 à 105.771 en 1980. Ses concurrents américains Ford et General Motors ont également augmenté leurs ventes mais de façon bien moins importante.
Depuis que Chrysler USA assure directement la gestion de sa filiale mexicaine, les modèles sont fabriqués indifféremment aux États-Unis ou au Mexique, au gré des accords commerciaux entre les deux pays. Ils sont donc identiques. Les accords ALENA appliqués à partir de 1994 renforceront les échanges commerciaux entre les pays.

## Chronologie de Fiat Chrysler Automobiles do Mexico[2]
- 31/10/1938 - La société Fabricas Automex est créée avec un capital de 1.000.000 pesos et mise en service de l'usine d'assemblage située à Lago Alberto, dans la ville de Mexico, emploie initialement 145 personnes. La production est de 120 unités par mois ;
- 1962 - Décret ministériel de soutien à l'intégration nationale de l'industrie automobile, imposition d'un taux minimum de 33 % de composants locaux ;
- 1968 - Inauguration de l'usine d'assemblage de Toluca, État du Mexique, où des véhicules comme les Dodge Dart et Valiant, Chrysler Le Baron, Plymouth Barracuda, Dodge Dart K, Phantom Dodge, Dodge Shadow, Dodge Spirit, Dodge Stratus Dodge Neon et Chrysler PT Cruiser y seront fabriqués. Actuellement cette usine fabrique le Dodge Journey/Fiat Freemont et la Fiat 500 version USA ;
- 1984 - Inauguration de l'usine de moteurs Norde Satillo, Coahuila ;
- 1994 - L'usine de Toluca s'agrandit avec la création de la division carrosserie pour les modèles Dodge Journey, Fiat 500 et Fiat Freemont ;
- 1995 - Restructuration de l'usine de Saltillo en 3 secteurs : carrosseries, peinture et montage. L'usine produit les modèles Ram Club Cab et Quad Cab pour l'exportation ;
- 1997 - Mise en service des ateliers d'emboutissage des carrosseries dans l'usine de Saltillo pour les modèles RAM Club Cab, Quad Cab pour l'exportation et RAM Mega Cab ;
- 1998 - L'Allemand Daimler-Benz AG reprend Chrysler Group et ses filiales y compris celle du Mexique. Le nouveau groupe se dénomme désormais DaimlerChrysler Motors Company LLC. Cette société durera neuf ans jusqu'à ce que la société allemande décide de vendre ses actions. Après la « gestion » allemande, le groupe Chrysler est obligé de se mettre sous la protection du Chapter 11. Chrysler LLC est déclaré en faillite et sera repris par Fiat avec l'approbation du gouvernement américain ;
- 06/2000 - Mise en production des moteurs 5,7L HEMI et 6,1L qui seront très vite remplacés par le 6,4L ;
- 2002 - Fermeture définitive de l'usine de Lago Alberto ;
- 08/2005 - Lancement du RAM Mega Cab ;
- 08/2006 - Début de la production du DC Chassis Cab ;
- 2008 - Lancement du RAM 1500 ;
- 2009 - Lancement du nouveau Ram Heavy Duty ;
- 30/04/2009 - Chrysler LLC annonce son alliance stratégique et sa reprise par le groupe italien Fiat. Chrysler do Mexico prend sous son contrôle la commercialisation des Fiat et Alfa Romeo au Mexique ;
- 2010 - Début de la production du Chassis Cab 2011 dans l'usine de Saltillo ;
- 2011 - Usine FCA Toluca - début de la production de la Fiat 500 pour le Mexique, les États-Unis et les pays d'Amérique du Sud. Début de la seconde génération du Dodge Journey et naissance du Fiat Freemont ;
- 10/2013 - 164 millions US dollars sont investis pour l'assemblage des moteurs 2,0L et 2,4L Tigershark ;
- 2013 - Usine FCA Saltillo - l'atelier d'assemblage des nouveaux Van Fiat est inauguré le 10 Octobre par le Président du Mexique, Enrique Peña Nieto et Sergio Marchionne, CEO de Fiat et PDG de Chrysler Group LLC. Cette usine, où 1,1 milliard US dollars ont été investis, produit le nouveau Ram ProMaster, dérivé du Fiat Ducato III italien.

À ce jour, les opérations de fabrication des modèles Fiat Chrysler sont basées sur le concept World Class Manufacturing (WCM) qui vise essentiellement à améliorer la qualité des véhicules, systèmes, pièces et composants ainsi que l'élimination des pertes et des déchets dans les processus de production, offrant des avantages concurrentiels mondiaux. Cela concorde avec le fait que l'innovation a toujours été présente dans l'histoire des deux constructeurs Chrysler et Fiat.

## Usines
FCA do Mexico a compté trois sites industriels au Mexique :
| Usine                                        | Implantation                          | Année d'ouverture | Années de modernisation / agrandissement                                                                     | Notes |
| -------------------------------------------- | ------------------------------------- | ----------------- | --- | --- |
| Usine FCA Saltillo - 5 unités de fabrication | Saltillo, État de Coahuila            | 05/1981           | 1986 : création division trucks - 2010 : agrandissement division South Saltillo engine - 2013 : atelier Vans | 8.436 salariés - modèles Ram ProMaster et Ram 1500/2500/3500 / moteurs Chrysler Hemi, Tigershark & Pentastar        |
| Usine FCA Toluca                             | Toluca Etat de Mexico                 | 1968              | 2011 - modernisation de l'usine pour rejoindre les standards Fiat WCM,                                       | 3.153 salariés - modèles Dodge Journey 1re génération, Dodge Journey 2de génération et Fiat Freemont, Fiat 500 USA, |
| Usine Chrysler Lago Alberto                  | Lago Alberto, Mexico - État de Mexico | 1938              | | assemblage automobiles Dodge - usine désaffectée en 2002 dont les productions ont été transférées à Saltillo Truck. |